# Mistrzostwa Polski Seniorów w Lekkoatletyce 1965
41. Mistrzostwa Polski Seniorów w Lekkoatletyce – zawody, które rozgrywane były w Szczecinie na Stadionie Pogoni między 13 a 15 sierpnia 1965.

## Rezultaty
| NR – rekord Polski \| SB – najlepszy wynik w sezonie \| PB – rekord życiowy |

### Mężczyźni
| Konkurencja:                  | 1. miejsce                                                                           | Rezultat     | 2. miejsce                                                                            | Rezultat  | 3. miejsce                                                                             | Rezultat  |
| Bieg na 100 m                 | Wiesław Maniak Pogoń Szczecin                                                        | 10,1 NR      | Andrzej Zieliński Gwardia Warszawa                                                    | 10,4      | Edward Romanowski Legia Warszawa                                                       | 10,5      |
| Bieg na 200 m                 | Wiesław Maniak Pogoń Szczecin                                                        | 21,4         | Edward Romanowski Legia Warszawa                                                      | 21,5      | Tadeusz Cuch Polonia Warszawa                                                          | 21,6      |
| Bieg na 400 m                 | Andrzej Badeński Legia Warszawa                                                      | 46,8         | Marian Filipiuk Lumel Zielona Góra                                                    | 47,8      | Wojciech Lipoński AZS Poznań                                                           | 47,9      |
| Bieg na 800 m                 | Janusz Grzeszczuk AZS Poznań                                                         | 1:50,8       | Zbigniew Wójcik Wisła Kraków                                                          | 1:51,0    | Stanisław Kowalczyk Bałtyk Gdynia                                                      | 1:51,2    |
| Bieg na 1500 m                | Bolesław Kowalczyk Pogoń Szczecin                                                    | 3:48,0       | Lech Boguszewicz Spójnia Gdańsk                                                       | 3:48,2    | Roland Brehmer Start Katowice                                                          | 3:48,8    |
| Bieg na 5000 m                | Kazimierz Zimny Lechia Gdańsk                                                        | 13:58,6      | Edward Stawiarz Wawel Kraków                                                          | 14:00,0   | Kazimierz Podolak Wybrzeże Gdańsk                                                      | 14:03,4   |
| Bieg na 10 000 m              | Edward Owczarek Górnik Wałbrzych                                                     | 29:57,4      | Zdzisław Bogusz Warszawianka                                                          | 29:57,6   | Mieczysław Kierlewicz Legia Warszawa                                                   | 30:04,8   |
| Maraton                       | Marian Jurczyński Wawel Kraków                                                       | 2:37:09,0 SB | Jan Morawiec ŁKS Łódź                                                                 | 2:38:42,0 | Witold Tkacz ŁKS Łódź                                                                  | 2:41:28,0 |
| Bieg na 110 m przez płotki    | Adam Kołodziejczyk Cracovia                                                          | 14,3         | Roman Muzyk Wisła Kraków                                                              | 14,4      | Leszek Wodzyński Legia Warszawa                                                        | 14,4      |
| Bieg na 400 m przez płotki    | Andrzej Skorupiński Sparta Warszawa                                                  | 53,0         | Włodzimierz Martinek Warta Poznań                                                     | 53,0      | Sławomir Majewski Gwardia Warszawa                                                     | 53,7      |
| Bieg na 3000 m z przeszkodami | Edward Szklarczyk Legia Warszawa                                                     | 8:48,8       | Bogdan Załuska Gwardia Olsztyn                                                        | 8:54,4    | Wolfgang Luers Zawisza Bydgoszcz                                                       | 8:57,5    |
| Sztafeta 4 × 100 m            | Legia Warszawa Edward Romanowski Andrzej Badeński Stanisław Swatowski Marian Foik    | 41,0         | AZS Warszawa Jerzy Frajs Jan Werner Zbysław Anielak Antoni Łodziński                  | 41,4      | AZS Poznań Wojciech Kica Wojciech Cyruliczek Gerard Gramse Wojciech Lipoński           | 41,9      |
| Sztafeta 4 × 400 m            | Legia Warszawa Edward Perchuć Stanisław Swatowski Andrzej Haberling Andrzej Badeński | 3:12,4       | Gwardia Warszawa Janusz Zwoliński Sławomir Majewski Mieczysław Kolejwa Andrzej Jesień | 3:14,4    | Śląsk Wrocław Albert Szymura Wilhelm Weistand Piotr Wojciechowski Stanisław Grędziński | 3:14,8    |
| Chód na 20 km                 | Andrzej Czapliński Wybrzeże Gdańsk                                                   | 1:31:22,2 SB | Edmund Paziewski Konradia Gdańsk                                                      | 1:34:12,2 | Eugeniusz Ornoch Flota Gdynia                                                          | 1:34:27,0 |
| Skok wzwyż                    | Piotr Kaczmarek Górnik Wałbrzych                                                     | 2,03         | Czesław Kruszyński Zawisza Bydgoszcz                                                  | 2,03      | Andrzej Maciejewski AZS Wrocław                                                        | 2,00      |
| Skok o tyczce                 | Włodzimierz Sokołowski Lotnik Warszawa                                               | 4,65         | Eugeniusz Miklas Spójnia Gdańsk                                                       | 4,50      | Andrzej Ptak Wisła Kraków                                                              | 4,30      |
| Skok w dal                    | Jerzy Chłopek Lotnik Warszawa                                                        | 7,36         | Roman Jastrzębski Zawisza Bydgoszcz                                                   | 7,28      | Ryszard Oliński Społem Łódź                                                            | 7,21      |
| Trójskok                      | Józef Szmidt Górnik Zabrze                                                           | 16,13        | Ryszard Malcherczyk Legia Warszawa                                                    | 15,66     | Andrzej Puławski Gwardia Warszawa                                                      | 15,58     |
| Pchnięcie kulą                | Alfred Sosgórnik Górnik Zabrze                                                       | 18,01        | Jan Majchrowski AZS Wrocław                                                           | 16,88     | Jerzy Słomba Gwardia Warszawa                                                          | 16,33     |
| Rzut dyskiem                  | Edmund Piątkowski Legia Warszawa                                                     | 60,32        | Zenon Begier Zawisza Bydgoszcz                                                        | 59,00     | Jerzy Klockowski Wybrzeże Gdańsk                                                       | 53,94     |
| Rzut młotem                   | Tadeusz Rut Legia Warszawa                                                           | 65,25        | Olgierd Ciepły Zawisza Bydgoszcz                                                      | 63,68     | Rajmund Niwiński Górnik Wałbrzych                                                      | 62,08     |
| Rzut oszczepem                | Józef Głogowski AZS Warszawa                                                         | 79,12        | Janusz Sidło Sparta Warszawa                                                          | 77,72     | Jerzy Bula Start Rybnik                                                                | 76,40     |
| Dziesięciobój                 | Jerzy Detko Wybrzeże Gdańsk                                                          | 7050 pkt. SB | Tadeusz Grzegorzewski Legia Warszawa                                                  | 6985 pkt. | Bolesław Mroczyński Zawisza Bydgoszcz                                                  | 6708 pkt. |

### Kobiety
| Konkurencja:              | 1. miejsce                                                                               | Rezultat  | 2. miejsce                                                                         | Rezultat  | 3. miejsce                                                                               | Rezultat  |
| Bieg na 100 m             | Elżbieta Kolejwa Gwardia Warszawa                                                        | 11,6      | Teresa Ciepły Zawisza Bydgoszcz                                                    | 11,8      | Mirosława Sałacińska AZS Kraków                                                          | 11,9      |
| Bieg na 200 m             | Elżbieta Kolejwa Gwardia Warszawa                                                        | 24,7      | Maria Szczechowska Polonia Warszawa                                                | 25,1      | Grażyna Chodorek MKS Warszawa                                                            | 25,5      |
| Bieg na 400 m             | Celina Gerwin Legia Warszawa                                                             | 56,5      | Czesława Dominiak ŁKS Łódź                                                         | 57,2      | Krystyna Modrzewska Skra Warszawa                                                        | 57,7      |
| Bieg na 800 m             | Danuta Sobieska Gwardia Olsztyn                                                          | 2:10,4    | Krystyna Nowakowska Legia Warszawa                                                 | 2:10,8    | Maria Mróz Budowlani Bydgoszcz                                                           | 2:12,4    |
| Bieg na 80 m przez płotki | Teresa Ciepły Zawisza Bydgoszcz                                                          | 10,9      | Danuta Straszyńska AZS Kraków                                                      | 10,9      | Teresa Gierczak Gwardia Warszawa                                                         | 11,2      |
| Sztafeta 4 × 100 m        | Polonia Warszawa Alicja Małecka Maria Szczechowska Barbara Wardzińska Irena Kirszenstein | 47,4      | Skra Warszawa Ryszarda Warzocha Krystyna Modrzewska Bożena Woźniak Ewa Kłobukowska | 47,6      | Zawisza Bydgoszcz Maria Erwińska Ludwika Wenderlich Agnieszka Cząstkiewicz Teresa Ciepły | 48,8      |
| Skok wzwyż                | Jarosława Bieda AZS Kraków                                                               | 1,70      | Maria Jasińska Wawel Kraków                                                        | 1,60      | Mirosława Wilińska Warta Poznań                                                          | 1,60      |
| Skok w dal                | Irena Kirszenstein Polonia Warszawa                                                      | 6,17      | Mirosława Sałacińska AZS Kraków                                                    | 5,97      | Łucja Noworyta Gwardia Warszawa                                                          | 5,79      |
| Pchnięcie kulą            | Eugenia Ciarkowska Wybrzeże Gdańsk                                                       | 14,23     | Elżbieta Michalczak Polonia Warszawa                                               | 13,87     | Kazimiera Rykowska Legia Warszawa                                                        | 13,03     |
| Rzut dyskiem              | Kazimiera Rykowska Legia Warszawa                                                        | 51,02     | Zyta Mojek Stal Mielec                                                             | 50,88     | Jadwiga Wojtczak AZS Warszawa                                                            | 48,96     |
| Rzut oszczepem            | Lucyna Krawcewicz AZS Wrocław                                                            | 49,60     | Urszula Figwer AZS Kraków                                                          | 48,94     | Daniela Tarkowska AZS Poznań                                                             | 46,82     |
| Pięciobój                 | Łucja Noworyta Gwardia Warszawa                                                          | 4140 pkt. | Barbara Owczarek-Sowa AZS Kraków                                                   | 4004 pkt. | Helena Boćkowska AZS Rokitnica                                                           | 3892 pkt. |

## Biegi przełajowe
37. mistrzostwa Polski w biegach przełajowych rozegrano 11 kwietnia w Sopocie. Kobiety rywalizowały na dystansie 1,5 kilometra, a mężczyźni na 5 km i na 8 km.

### Mężczyźni
| Konkurencja:           | 1. miejsce                      | Rezultat | 2. miejsce                       | Rezultat | 3. miejsce                   | Rezultat |
| Bieg przełajowy (5 km) | Lech Boguszewicz Spójnia Gdańsk | 15:15,2  | Edward Szklarczyk Legia Warszawa | 15:15,6  | Edward Stawiarz Wawel Kraków | 15:20,4  |
| Bieg przełajowy (8 km) | Kazimierz Zimny Lechia Gdańsk   | 23:43,6  | Edward Owczarek Górnik Wałbrzych | 23:44,2  | Jerzy Chromik Górnik Zabrze  | 23:48,8  |

### Kobiety
| Konkurencja:             | 1. miejsce                      | Rezultat | 2. miejsce                      | Rezultat | 3. miejsce                         | Rezultat |
| Bieg przełajowy (1,5 km) | Danuta Sobieska Gwardia Olsztyn | 4:44,8   | Henryka Jóźwik Budowlani Kielce | 4:46,0   | Krystyna Nowakowska Legia Warszawa | 4:46,2   |